# 술꾼도시여자들
《술꾼도시여자들》은 2021년 10월 22일부터 2021년 11월 26일까지 공개된 티빙 오리지널 드라마로, 미깡(위즈덤하우스)의 웹툰 《술꾼도시처녀들》을 원작으로 하고 있다. 이후 2022년 2월 3일부터 방영한 tvN 수목 드라마이다. 또한 인기에 힘입어 시즌 2가 제작될 예정이다.

## 기획 의도
이제 막 서른이 된 하루 끝의 술 한잔이 인생의 신념인 세 여자의 일상을 그렸다. 무뚝뚝하고 시크하지만 불의를 보면 참지 못하는 강지구, 예능 작가의 현실적인 밥벌이 현실을 보여주는 안소희, 모두가 부러워할 만한 예쁜 외모를 가졌지만 뇌만큼은 순수한 한지연. 외모도, 스타일도, 직업도, 개성도 모두 다르지만, 술 궁합만큼은 끝내주게 좋은 세 여자의 현실 우정과 직장인의 애환 등 누구나 공감할 수 있는 이야기.

## 방송 시간
| 방송 채널 | 방송 기간                           | 방송 횟수 | 방송 시간                           |
| --------- | ----------------------------------- | --------- | ----------------------------------- |
| 티빙      | 2021년 10월 22일 ~ 2021년 11월 26일 | 12부작    | -                                   |
| tvN       | 2022년 2월 3일 ~ 2022년 2월 17일    | 5부작     | 매주 수요일 ~ 목요일 오후 10시 30분 |

## 등장 인물

### 주요 인물
- 이선빈 : 안소희(29세) 역 - 예능 작가 세컨드
- 한선화 : 한지연(29세) 역 - 요가 강사
- 정은지 : 강지구(29세) 역 - 종이접기 유튜버
- 최시원 : 강북구 역 - 예능국 PD

### 주변 인물
- 김정민 : 황동배 역
- 김현지
- 김형주
- 박찬호
- 빈찬욱
- 유지연
- 이은수

### 그 외 인물
- 김결이
- 김상현
- 성우
- 박완
- 서동규
- 황인성
- 권홍석
- 김주아
- 민태홍
- 송훈
- 유금
- 유창한
- 이은주
- 이한샘
- 전세용
- 조형래
- 지성근
- 진미사
- 한봄
- 공준민
- 권병길 : 한의사 역
- 박정언 : 유혜진 역 - 안소희의 담당 의사, 신경정신과 전문의
- 백효원
- 이슬기
- 박유현
- 오규택
- 오주리
- 이상민
- 구서준
- 김남진
- 김연정
- 김기범
- 남승민
- 손동화
- 이소금
- 구혜령
- 김나연
- 김사훈
- 김시호
- 김용호
- 김인숙
- 김종호
- 박경옥
- 박부건
- 백소현
- 신혜원
- 정세현
- 차유주
- 한지효 : 박세진 역 - 박 회장의 딸, 강지구의 제자, 성소수자
- 홍재원
- 공현덕
- 김성용
- 김세윤
- 김영은
- 김진구
- 오일영
- 이가영
- 전은미
- 정난희
- 지연
- 강인권
- 김진서
- 설종환
- 신현승 : 강지구의 전 남자친구 역
- 이태석
- 주시현
- 홍진기 : 안소희의 전 남자친구 역
- 범승제
- 김지윤
- 구교민
- 김동일
- 김준헌
- 김기령
- 김승현
- 김양훈
- 민충석
- 박지원
- 윤설아
- 정기선
- 정혜경
- 조현숙
- 한상철
- 고동하 : 강지후 역 - 강지구의 동생
- 이선우
- 차윤오
- 이지원
- 서다솜
- 김영희
- 최요운
- 조훈성
- 문태수
- 김민성
- 조모세
- 심소영
- 조아진
- 유병훈
- 최유정
- 채훈
- 김주은
- 김국진

### 특별출연
- 김지석 : 김학수 역 - 지구, 지연, 소희의 소개팅남 (1회)
- 한재석 : 철중 역 - 학수의 회사 후배, 학수의 소개팅 주선자 (1회)
- 김재화 : 안소희의 사수 역 - 방송국 메인 작가. 막장 사수에 도덕관념이 제거된 꼰대이자 인간 말종 (2회, 7회, 11회)
- 윤복인 : 강지구의 어머니 역 (2회, 4회, 7회, 9회, 10회)
- 이수민 : 소현 역 - 인턴 작가, 강북구와 전 연인 (3회, 4회, 10회, 11회)
- 김희정 : 안소희의 어머니 역 - 안가네 각설이한마당 공연예술가 (4회, 9회, 10회)
- 정은표 : 안소희의 아버지 역 - 안가네 각설이한마당 공연예술가 (4회, 9회, 10회)
- 조정치 : 안소희의 전 남자친구 역 - 락커 (4회, 11회)
- 김신록 : 안소희의 출판사 시절 팀장 역 - 악덕상사 (6회, 7회)
- 박영규 : 박 회장 역 - 정치인 지망 악덕재벌, 세진의 아버지 (6회)
- 우현 : 교장 역 (6회, 7회)
- 윤서현 : 박 회장의 비서 역 (6회, 7회)
- 정석용 : 출판사 부장 역 - 안소희의 출판사 시절 상사 (6회, 7회)
- 박상면 : 강지구의 아버지 역 - 조폭 출신 목사 (7회, 9회, 10회)
- 문희경 : 소희 역 - 소희네 횟집 사장 (8회)
- 송재림 : 성 PD 역 (8회)
- 이현진 : 지용 역 - 한지연의 남자친구. 사별한 아내와의 사이에 아이 셋이 있음. (8회, 9회, 10회)
- 송영재 : 택시기사 역 - 아버지의 부고를 들은 안소희를 장흥까지 데려다 준 택시기사 (9회, 10회)
- 윤다경 : 현주 역 - 한지연의 유방암 수술을 해준 의사. 3인방 및 오복집 사장 황동배와 오랜 기간 알고 지낸 사이임. (11회, 12회)
- 윤시윤 : 친절한 종이씨 역 (12회)
- 이특 : 퀴즈가 좋냐 MC 역 (12회)
- 하도권 : 간호사 역 - 수술실에서 두려움에 떠는 지연의 손을 잡아주었던 간호사 (12회)

## 수상 목록
- 2022년 에이판 스타 어워즈 OTT부문 여자 우수 연기상 (한선화)